# Колін Ґілл
Колін Анвін Ґілл (12 травня 1892 — 16 листопада 1940) — англійський митець, який малював фрески та портрети, і найбільш відомий своїми роботами як військовий художник під час Першої світової війни.

## Життєпис

### Ранні роки
Колін Ґілл народився в Бекслігіті в Кенті. Він навчався у Школі мистецтв Слейда, а в 1913 році першим отримав почесну стипендію з декоративного живопису Британської школи в Римі.

### Перша світова війна

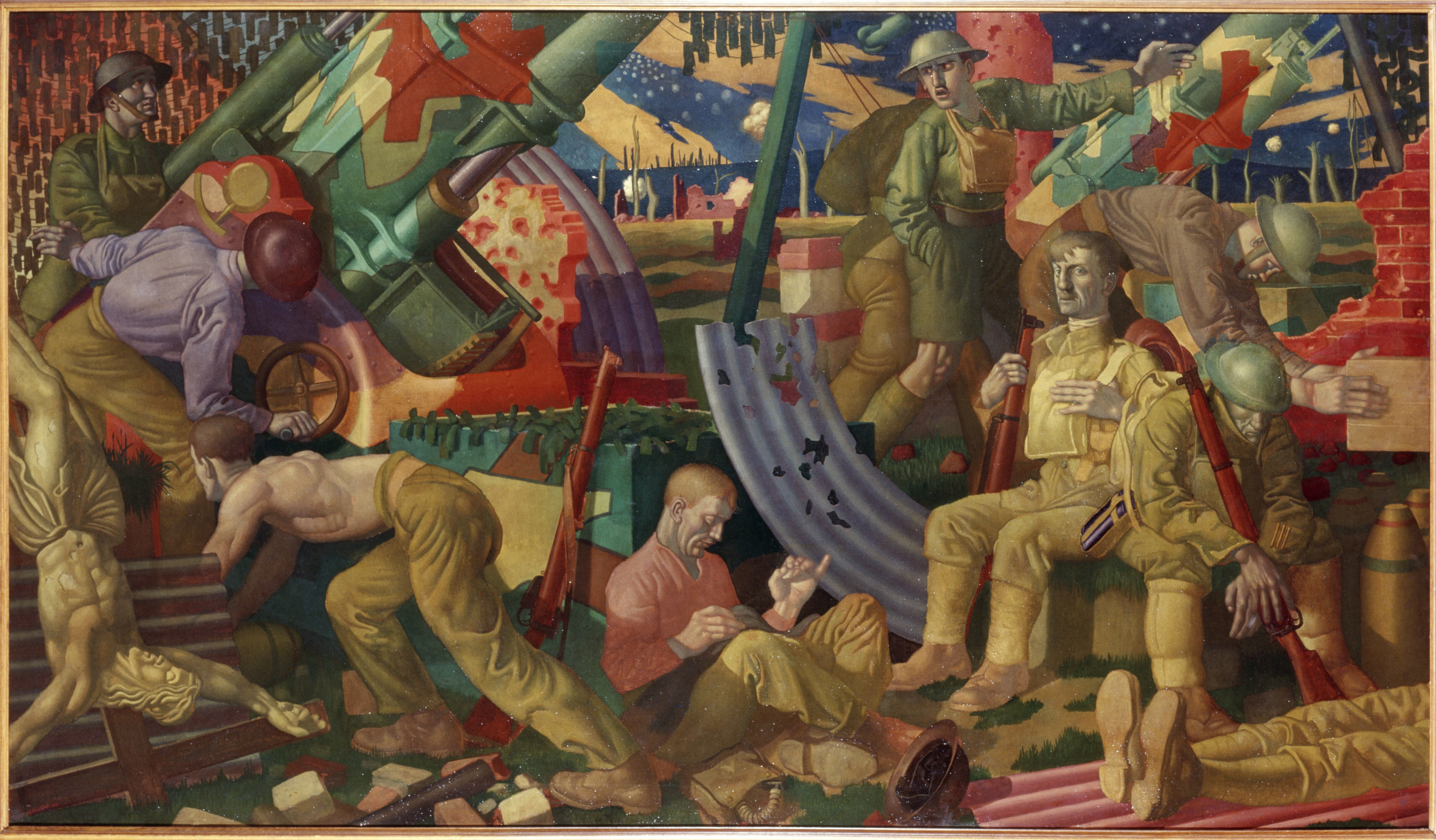
Важка артилерія (Арт.IWM ART 2274)

На початку Першої світової війни Ґілл вступив до лав Королівської гарнізонної артилерії та служив на Західному фронті у званні молодшого лейтенанта 17-ї важкої батареї до 1916 року, коли його було відряджено до Королівських інженерів на роботу офіцером-камуфляжником на передовій. У березні 1918 року його було відправлено назад до Англії через отруєння газом, і він кілька місяців одужував у офіцерському шпиталі на острові Вайт.
У травні 1918 року Ґілл запропонував свої послуги як військовий художник, але спочатку отримав відмову, і продовжив працювати інструктором з камуфляжу. Після того, як Британський комітет військових меморіалів доручив Ґіллу створити велику роботу для запропонованої, але так і не побудованої Зали пам'яті, його звільнили від обов'язків у Школі камуфляжу, і 7 листопада 1918 року він повернувся до Франції, щоб виконати ескізи та іншу роботу для свого замовлення. Він залишався у Франції до 14 грудня 1918 року, відвідавши Монс лише через кілька годин після деокупації силами союзників. На фронті Ґілл провів тиждень у складі артилерійської батареї, де зазнав обмороження. Результатом візиту до Франції стали картини «Вечір», «Після штурму» та «Важка артилерія», призначені для Зали пам'яті, а пізніше для Канадського спостережного пункту в рамках проєкту Канадських військових меморіалів. Для роботи над «Важкою артилерією» Ґілл використав свій досвід офіцера-камуфляжника; дві великі гаубиці на картині мають клаптиковий камуфляжний дизайн і покриті зеленою сіткою проти виявлення ворожими літаками.

### Пізніше життя

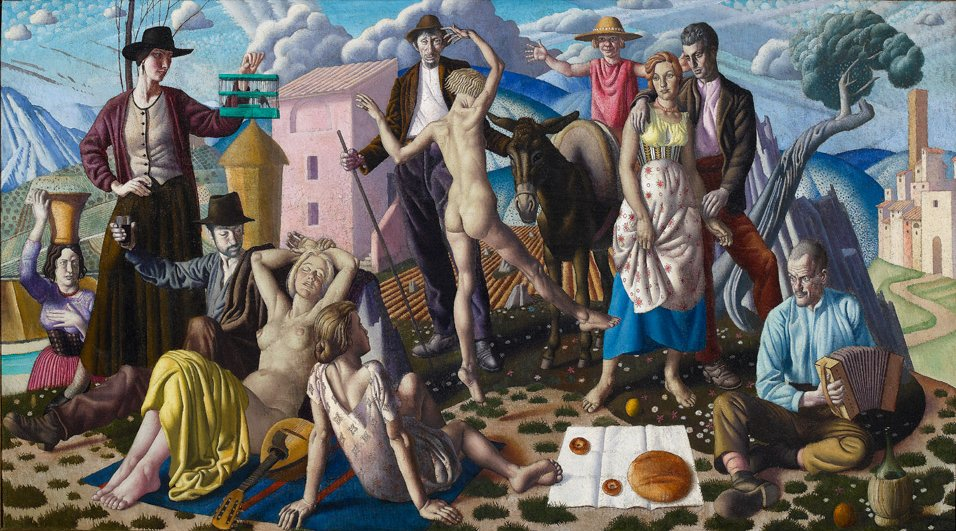
Алеґро (1921), олія на полотні, 46 x 90 дюймів

У 1919 році Ґілл повернувся до Британської школи в Римі.
Ґілл вперше виставлявся разом із New English Art Club у 1914 році та згодом став членом групи у 1926 році. Він також виставляв свої роботи в Королівській академії з 1924 року та викладав живопис у Королівському коледжі мистецтв у 1922—1925 роках. Між 1925 і 1927 роками Ґілл працював над великою фрескою «Розгром данів кораблями короля Альфреда» (877) для залу Святого Стефана у Вестмінстерському палаці. Після цього були замовлення на фрески для Банку Англії, Ессекської окружної ратуші в Челмсфорді та Нортгемптонської ратуші.
На початку тридцятих років у Ґілла був роман з Мейбл Летбрідж, героїнею та письменницею часів Першої світової війни, коли вона займала студію на першому поверсі свого будинку в Челсі. Її донька Сью була дитячою моделлю для картини Ґілла 1934 року «Флейтистка Керрі»  У 1938 році під іменем Річард Саксбі Ґілл разом зі своєю дружиною Уною Лонґ опублікував книгу «П'ятеро приїхали до Лондона». У 1939 році він отримав замовлення на розпис стін магістратського суду Йоганнесбурґа, і там, у Південній Африці, в листопаді 1940 року, він захворів і помер у віці 48 років.

## Зовнішні посилання
- 18 artworks by or after Colin Gill at the Art UK site